# هيم ماكوبي
هيم ماكوبي Hyam Maccoby (1924 - 2004) عالم يهودي بريطاني اختص في دراسة اليهودية والمسيحية.
عرف لنظرياته عن عيسى التاريخي والأصول التاريخية للمسيحية حيث كتب كثيرا عن ظاهرة معاداة السامية القديمة والحديثة. اعتبر إدانة الأناجيل لليهود على موت عيسى وخاصة ما اعتبره أسطورة يهوذا الإسخريوطي، والتي اعتبرها من اختراعات كنيسة بولص الأممية) السبب الأصلي معاداة السامية في المسيحية. من اختصاصاته أيضا التلمود وتاريخ الدين اليهودي.

## نظريات هيم ماكوبي عن عيسى التاريخي
اعتبر ماكوبي صورة عيسى في الأناجيل القانونية وتاريخ الكنيسة المبكرة في سفر الأعمال مغيرة بشكل كبير ومليئة بتقاليد أسطورية لاحقة، لكنه قال إن يمكن إعادة بناء وصف دقيق تقريبا عن حياة عيسى منها.
وضع ماكوبي أدلة على أن عيسى الحقيقي لم يكن متمردا على الشريعة اليهودية بل كان يهوديا ادعى أنه المسيح وأن حياته وتعاليمه تنتمي للتيار الرئيس من يهودية القرن الأول. اعتقد أن عيسى أعدم كمتمرد على احتلال الرومان لبلاد اليهودية. لكنه لم يقل إن عيسى كان قائد تمرد مسلح بل قال إنه مع أتباعه وبإلهام من الكتاب العبري والكتابات النبوية توقع تدخلا إلهيا ينهي حكم الرومان ويعيد مملكة داوود ليكون عيسى ملكها المختار من الله ويبدأ عصرا مسيانيا للسلام والازدهار في كل العالم. لم تتحقق هذه التوقعات لأن عيسى اعتقل وأعدمه الرومان.
لكن وحسب ماكوبي لم يفقد تلاميذ عيسى آمالهم واعتقدوا أن الله سيقيمه من الأموات، واستمروا بتوقع مجيئه الثاني. استمرت هذه الطائفة في القدس وكانت يهودية تقليدية نقية تحت قيادة يعقوب البار. وحسب ماكوبين كان تأسيس المسيحية كديانة مستقلة عن اليهودية نتيجة عمل بولس الطرسوسي وحده.
ادعى ماكوبي أن بولس كان هيلينيا تحول إلى اليهودية أو ربما من غير اليهود وأنه من بيئة تعرضت لتأثير الغنوصية والديانات الغامضة مثل طائفة أتيس وهي أسطورة عن إله عاش بعد موته. وحسب ماكوبي فالديانات الغامضة أو السرية كانت الديانات المنتشرة في العالم الهيليني في ذلك العصر وأثرت كثيرا على توجهات بولس الدينية. اعتمدت نظرية ماكوبي جزئيا على بقايا أعداء الأبيونيين وخاصة رسالة إبيفانوس عن الهرطقات.
اعتبر ماكوبي ادعاءات بولس أنه يهودي فريسي التعلم كاذبة، وأكد أنه بالرغم من أن الكثير من كتاباته تبدو صادقة لغير المتعمق لكنها في الحقيقة تفضح جهل بولس بالكتاب العبري الأصلي وبالتفاصيل الدقيقة للشريعة اليهودية. قال ماكوبي إن فحص العهد الجديد يبين أن بولس لم يعرف العبرية مطلقا وأنه اعتمد كليا على الترجمات اليونانية الأمر الذي لا يفعله أي فريسي لأن الترجمة اليونانية للعهد العبري كانت سيئة.
وحسب ماكوبين جمع بول قصة صلب عيسى التاريخية مع عناصر من الديانات الغامضة السائدة حينها والغنوصية مما أدى إلى تطوير تقاليد غير يهودية مثل الثالوث والعشاء الآخير. حاول بولس أيضا إيجاد مبرر من العهد القديم لتعليماته الجديدة، وقدم عيسى على أنه إله مات وعاش بشكل يشبه الطوائف اليونانية الهيلينية الغامضة دمجها مع عنصر تاريخي من اليهودية مما ولد تقليدا قويا جديدا كسب الكثير من الأتباع بسبب دعوته وكرازته. وعندما علمت جماعة تلاميذ عيسى الحقيقين في القدس بتعليمات بولس اندلعت عداوة مريرة بين الطرفين.
فسر ماكوبي مقاطع من العهد الجديد (مثل وصف بولس لخلاف مع بطرس في الرسالة إلى أهل غلاطية) على أنها بقايا حقيقية لتلك العداوة. ومع اندلاع الحرب اليهودية الرومانية في 66-70 م انتهت طائفة القدس مما حقق النصر للكنيسة غير اليهودية التي أسسها بولس لأنها بقيت وحدها. اعتبر ماكوبي سفر الأعمال كمحاولة لاحقة من الكنيسة البولصية إدعاء علاقة حسنة بين بولس وتلاميذ عيسى، وهكذا ظهرت كنيسة بولس على أنها شرعية وكوريث التسلسل الرسولي الذي يعود لتلاميذ عيسى الأصليين. افترح ماكوبي أن طائفة الإبيونيين المسيحية اليهودية قد تكون فرعا حقيقيا لجماعة القدس الأصلية.
ركز ماكوبي في كتاباته على تتبع جذور معاداة السامية إلى بدايات المسيحية وفصلها عن خلفيتها اليهودية الحقيقية. حمل مسؤولية موت عيسى السلطات الرومانية ومتعاونيها اليهود من الصدوقيين الذين سيطروا على الهيكل وموارده المادية وشرطته. اعتبر قصص الأناجيل عن العداوة بين عيسى والفريسيين من اختراعات كنيسة بولس واستدل بأن عيسى اتبع اليهودية الفريسية كما يبدو من نصوص مثل موعظة الجبل.

## كتبه
- The Day God Laughed: Sayings, Fables and Entertainments of the Jewish Sages (with Wolf Mankowitz, 1973)
- Revolution in Judea: Jesus and the Jewish Resistance (1973)
- Judaism on Trial: Jewish-Christian Disputations in the Middle Ages (1981)
- The Sacred Executioner: Human Sacrifice and the Legacy of Guilt (1983)
- The Mythmaker: Paul and the Invention of Christianity (1986)
- Judaism in the First Century (1989)
- Paul and Hellenism (1991)
- Judas Iscariot and the Myth of Jewish Evil (1992)
- A Pariah People: Anthropology of Anti-Semitism (1996)
- Ritual and Morality (1999)
- The Philosophy of the Talmud (2002)
- Jesus the Pharisee (2003)
- Anti-Semitism and Modernity (2004)

## مواقع خارجية
- Hyam Maccoby at Peter Kirby's page "Theories of the Historical Jesus" - contains links to Maccoby's books on Amazon
- A long excerpt from Revolution in Judaea
- A long excerpt from The Mythmaker
- Another excerpt from The Mythmaker